# Nyika Williams
Nyika Nysanu Kyle Williams (Kingstown, 9 luglio 1987) è un cestista sanvincentino naturalizzato giapponese.